# 석적초등학교
석적초등학교는 대한민국 경상북도 칠곡군 석적읍 남율리에 있는 공립 초등학교이다. 2016년 현 위치로 학교를 이전하였으며, 후적지는 칠곡교육지원청 교육지원센터가 사용하고 있다.

## 연혁
- 1936년 9월 1일 석적공립보통학교 개교
- 1938년 4월 1일 교명 변경 (석적공립심상소학교)
- 1941년 4월 1일 교명 변경 (석적공립국민학교)
- 1950년 8월 20일 6.25로 교사 및 부속건물 전소
- 1950년 10월 5일 석적국민학교로 개칭
- 1996년 3월 1일 석적초등학교로 개칭
- 1999년 3월 1일 망정초등학교 통폐합
- 2016년 5월 2일 남율지구 신설학교로 이전
- 2021년 2월 9일 제82회 졸업(총 3,740명)
- 2021년 3월 1일 기준 전체 학생 수 715명

## 학교 상징
- 교화 - 배롱나무꽃 : 부처꽃과의 딸린 붉은 꽃으로 여름철에 피기 시작하여 가을까지 오래도록 피어있는 꽃으로, 아담하고 우아한 이 꽃나무는 우리들에게 씩씩한 기상과 아름다운 자태를 갖게 해주고 붉고 고운 꽃잎은 우리들의 건강과 의지와 밝고 착한 마음을 간직케 해주며 오래도록 피어 있음은 우리들에게 끈기와 용기를 준다.
- 교목 - 은행나무 : 은행나무과에 딸린 낙엽교목으로 큰 키에 웅장한 자태와 하늘 높이 치솟은 나뭇가지는 우리들에게 씩씩한 기상, 굳은 의지, 무한한 용기를 갖게 해주며 암그루와 수그루 따로 피는 꽃은 협동을 뜻하고 식용과 약용으로 널리 쓰이는 열매는 우리들에게 소금처럼 쓸모있는 사람이 되도록 일러준다.

## 참고 자료
- 석적초등학교 - 한국교육학술정보원 학교알리미